# 佐々木耕郎
佐々木 耕郎（ささき こうろう、1895年（明治28年）8月21日 - 1978年（昭和53年）10月1日）は、日本の政治家。栃木県（旧）日光市長を務めた。

## 経歴
岩手県盛岡市に生まれる。1917年（大正6年）、高千穂高等商業学校を卒業。同年、古河電気工業株式会社に就職。その後の人生の大半を日光で過ごす。1945年（昭和20年）、同社を退職。同年11月に株式会社別倉製作所他2社を立ち上げ社長に就任した。佐々木は終戦時に古河電気工業が多数の従業員を解雇したことの責を負って同社を退職しており自ら会社を起こしたのは古河電気工業を解雇された従業員たちを雇用するためであった。
その後、1951年（昭和26年）4月の栃木県議会議員選挙で当選し1953年（昭和28年）7月まで県議会議員を務めた。1953年8月、日光町長伊藤敏次郎の死去に伴う町長選挙に立候補し当選。日光町は伊藤の在任中から市制施行の構想を持っており佐々木はこれを引き継いだ。なお、伊藤の在任中は合併によらない単独市制が検討されていたものの佐々木の就任後には小来川村との合併による市制施行に町の方針が変更されている。
1954年（昭和29年）2月11日、日光町の市制施行により（旧）日光市の初代市長に就任。1969年（昭和44年）8月27日まで市長を務めた。市長在任中には文化観光施設税の導入や観光施設の整備など日光市が国際観光都市として発展する基礎をつくりあげた。また、し尿処理場やごみ焼却場の整備など市民の健康、福祉の充実にも力を注いだ。
なお、佐々木はボーイスカウト栃木連盟会長や栃木県スケート連盟会長も務めており社会教育の充実にも尽力した。また、市長退任後の1971年（昭和46年）2月11日には日光市名誉市民に推挙されている。1978年（昭和53年）10月1日午前5時15分、老衰のため獨協医科大学病院で死去した。83歳没。正六位を贈られた。